# Hrkovce
Hrkovce (ungarisch Gyerk) ist eine Gemeinde im Westen der Slowakei mit 280 Einwohnern (Stand 31. Dezember 2024), die zum Okres Levice, einem Teil des Nitriansky kraj, gehört.

## Geographie
Die Gemeinde befindet sich im Osten des slowakischen Donautieflands am östlichen Rand des Hügellands Ipeľská pahorkatina am rechten Ufer des Ipeľ sowie auf dessen Flurterrasse und auch jener seines Zuflusses Štiavnica. Das Ortszentrum liegt auf einer Höhe von 127 m n.m. und ist viereinhalb Kilometer von Šahy sowie 32 Kilometer von Levice entfernt.
Nachbargemeinden sind Tupá im Norden, Veľké Turovce (Ortsteil Dolné Turovce) im Nordosten, Šahy (Hauptort und Stadtteil Preseľany nad Ipľom) im Osten und Süden, Vyškovce nad Ipľom im Westen und Dolné Semerovce im Nordwesten.

## Geschichte

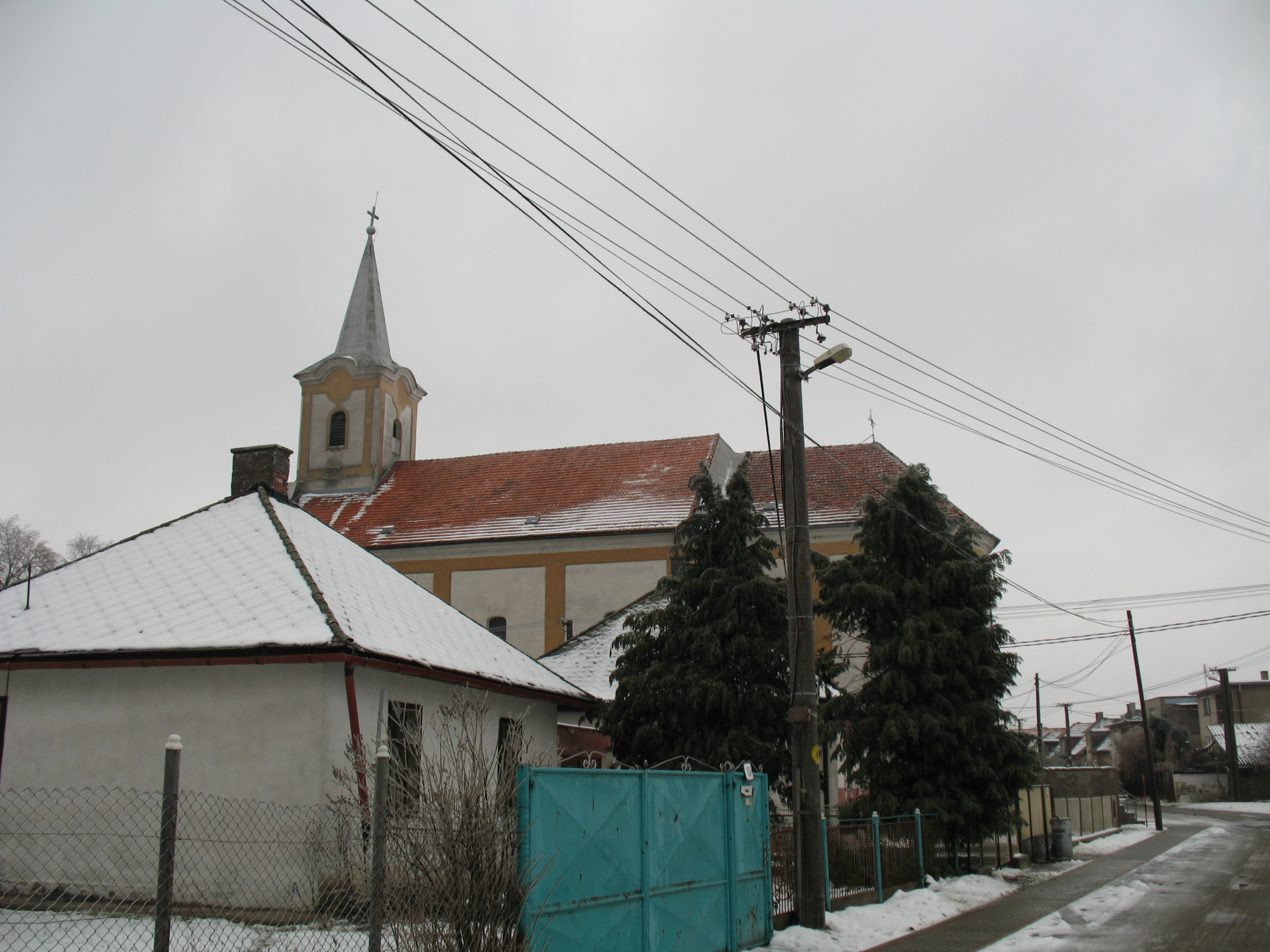
Kirche in Hrkovce

Hrkovce wurde zum ersten Mal 1156 als Gyrki  schriftlich erwähnt, als das Graner Kapitel die Einkünfte des örtlichen Zehnten erwarb und bis 1297 den nahezu gesamten Besitz des Ortes erhielt. Am Ende des 17. Jahrhunderts wurde das Dorf von den Türken zerstört. 1715 gab es eine Mühle und 34 Haushalte, 1828 zählte man 80 Häuser und 483 Einwohner, die als Landwirte und in der Vergangenheit auch als Winzer beschäftigt waren.
Bis 1918 gehörte der im Komitat Hont liegende Ort zum Königreich Ungarn und kam danach zur Tschechoslowakei beziehungsweise heute Slowakei. Auf Grund des Ersten Wiener Schiedsspruchs lag er von 1938 bis 1945 noch einmal in Ungarn.
Von 1980 bis 1998 war Hrkovce ein Stadtteil der Stadt Šahy.

## Bevölkerung
| Jahr                | 1994 | 2004 | 2014     | 2024    |
| ------------------- | ---- | ---- | -------- | ------- |
| Anzahl der Personen | 0    | 321  | 285      | 280     |
| Unterschied         |      | –    | −11,21 % | −1,75 % |

| Jahr                | 2023 | 2024    |
| ------------------- | ---- | ------- |
| Anzahl der Personen | 289  | 280     |
| Unterschied         |      | −3,11 % |

Nach der Volkszählung 2011 wohnten in Hrkovce 293 Einwohner, davon 153 Magyaren, 124 Slowaken, vier Serben und ein Tscheche. Zwei Einwohner gaben eine andere Ethnie an und neun Einwohner machten keine Angabe zur Ethnie.
246 Einwohner bekannten sich zur römisch-katholischen Kirche, sieben Einwohner zur Evangelischen Kirche A. B., vier Einwohner zur griechisch-katholischen Kirche, drei Einwohner zur reformierten Kirche und ein Einwohner zu den Zeugen Jehovas. 17 Einwohner waren konfessionslos und bei 15 Einwohnern wurde die Konfession nicht ermittelt.

## Bauwerke
- römisch-katholische Kirche Katharina von Alexandrien im gemischten barock-klassizistischen Stil aus dem Jahr 1770, 1808 und gegen Ende des 19. Jahrhunderts neu gestaltet[6]

## Verkehr
Hrkovce liegt direkt an der Straße 1. Ordnung 66 (E 77) zwischen der ungarischen Grenze bei Šahy und Zvolen und besitzt eine Haltestelle an der Bahnstrecke Šahy–Zvolen.